# گرولدسگرون
گرولدسگرون (به آلمانی: Geroldsgrün) یک شهر در آلمان است که در بایرن واقع شده‌است.

## خصوصیات
گرولدسگرون ۱۵٫۵۷ کیلومترمربع مساحت دارد ۶۰۶ متر بالاتر از سطح دریا واقع شده‌است.